# ویتندورپ
ویتندورپ (به آلمانی: Wittendörp) یک شهر در آلمان است که در لودویگسلوست-پارشیم واقع شده‌است. ویتندورپ ۳٬۰۵۷ نفر جمعیت دارد.